# Santa Maria Antiqua
Santa Maria Antiqua är den äldsta kristna kyrkan på Forum Romanum i Rom. Den konsekrerades på 500-talet e.Kr. i en offentlig byggnad, ursprungligen uppförd av kejsar Domitianus (81–96 e.Kr.) nedanför Palatinen och förbunden med palatset ovanför genom en serie ramper.

## Kyrkans historia
Santa Maria Antiqua gynnades särskilt av påvarna och kom att bli rikt utsmyckad med fresker; betydande rester från 500-, 600- och 700-talen finns kvar. Kyrkan var i bruk till mitten av 800-talet, då den tycks ha förstörts vid en jordbävning (år 847) eller skadats av ras från höjden ovanför. Dess funktioner flyttades till kyrkan Santa Maria Nova (den nya), dagens Santa Francesca Romana, en bit därifrån, på trappan till Venus och Romas tempel. Senare under medeltiden uppfördes en ny kyrka ovanpå resterna av Santa Maria Antiqua med namnet Santa Maria Liberatrice, latin Sancta Maria libera nos a poenis inferni. Den byggdes om i början av 1600-talet och gavs en barockdräkt. I slutet av 1880-talet inleddes omfattande utgrävningsarbeten på Forum Romanum under ledning av Giacomo Boni. Den övre kyrkan revs 1902 för att man skulle kunna gräva ut den ursprungliga Santa Maria Antiqua.

## Bilder
- Santa Maria Antiqua, grundplan.
(1) mittskepp
(2) presbyterium
(3) absid
(4) Theodotus kapell
(5) De heliga läkarnas kapell
(6) trappa till Palatinen
(7) Augustus tempel
(8) Oratorio dei Quaranta Martiri
(9) atrium.

Santa Maria Antiqua, grundplan. (1) mittskepp (2) presbyterium (3) absid (4) Theodotus kapell (5) De heliga läkarnas kapell (6) trappa till Palatinen (7) Augustus tempel (8) Oratorio dei Quaranta Martiri (9) atrium.
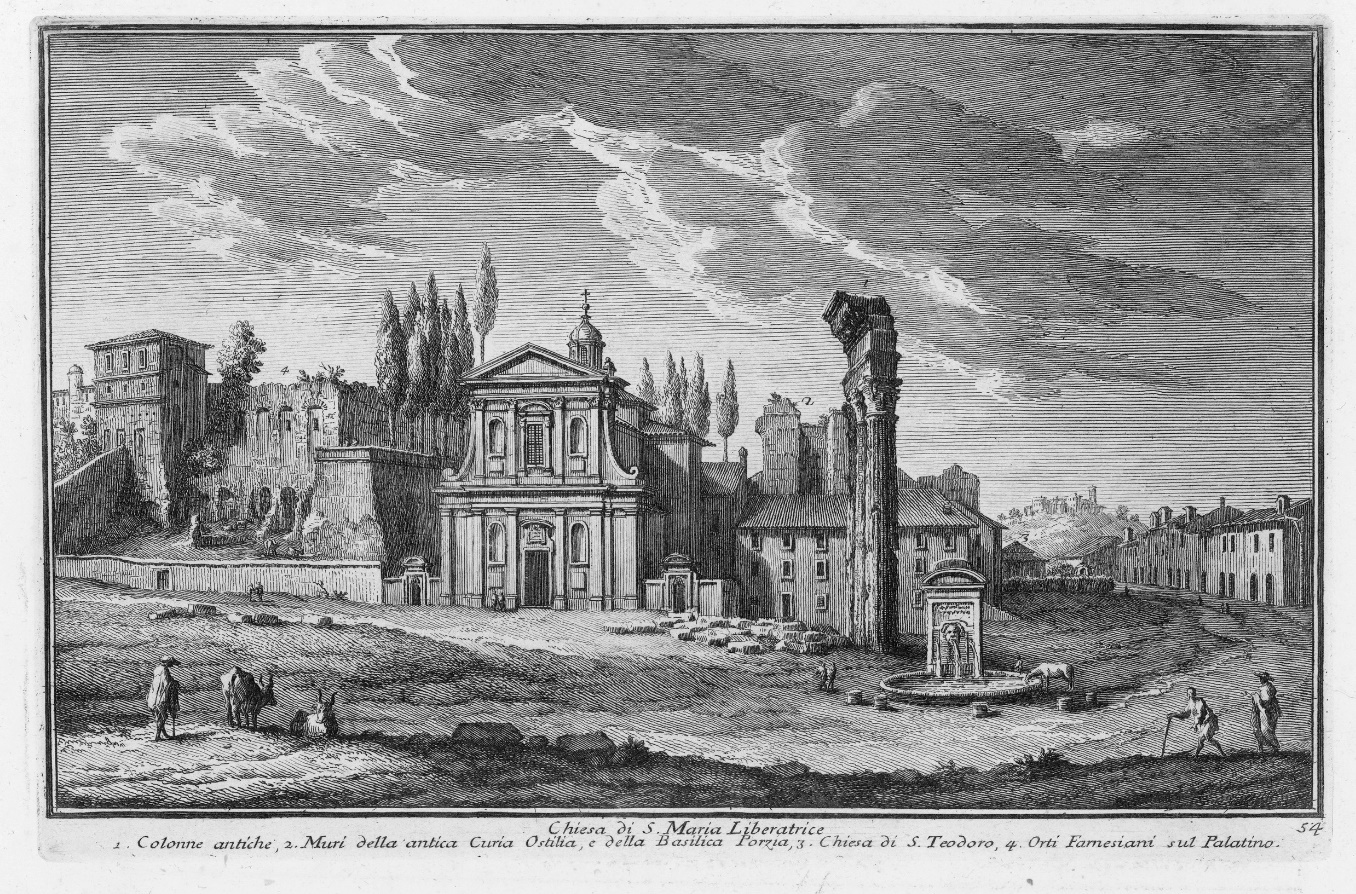
Santa Maria Liberatrice, gravyr av Giuseppe Vasi från 1747.
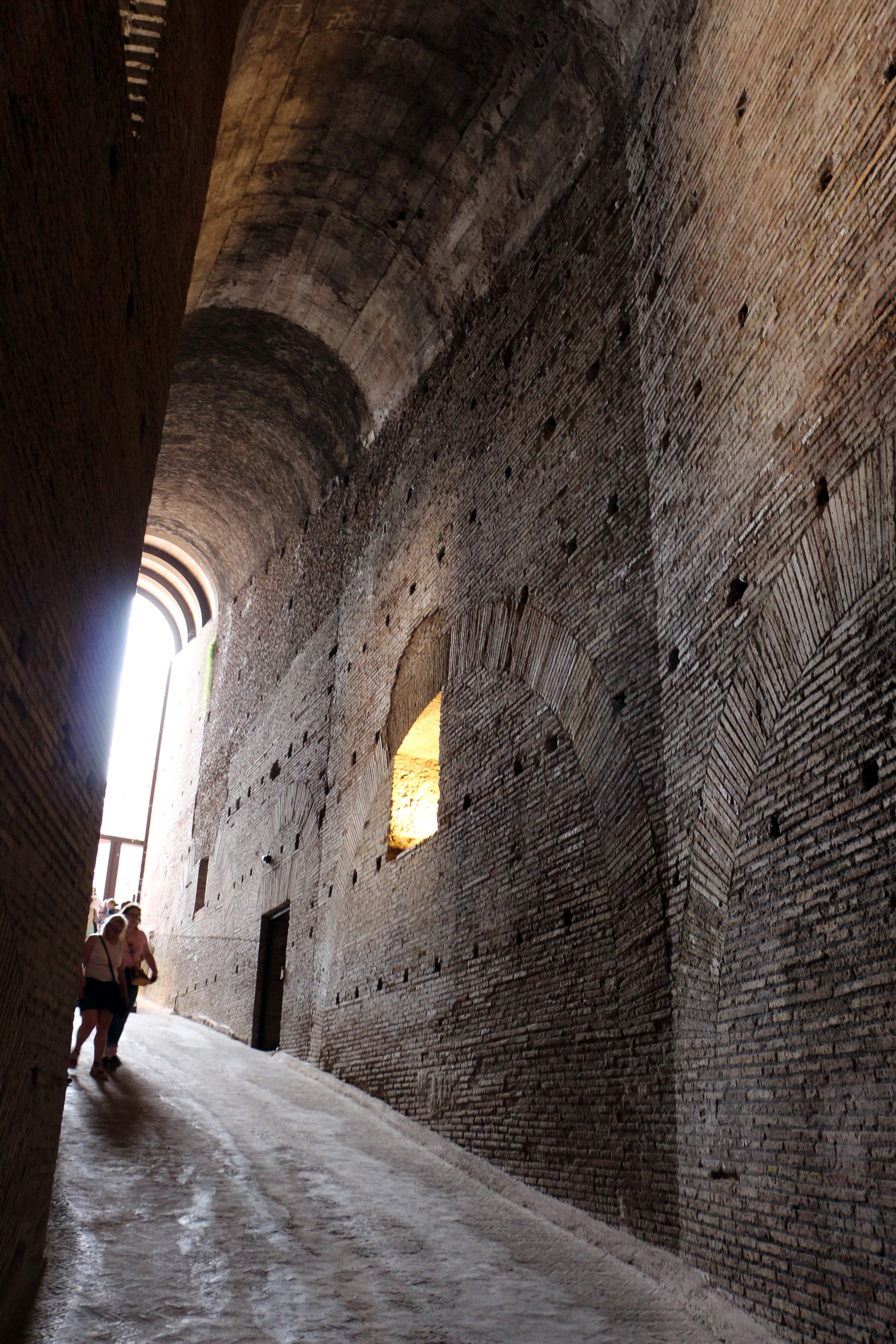
Rampen upp till Palatinen.

## Fördjupningslitteratur
- Grüneisen, Wladimir de (1911) (på franska). Sainte Marie-Antique. Rom
- Nordhagen, Per Jonas (1968) (på engelska). The Frescoes of John VII (A.D. 705–707) in S. Maria Antiqua in Rome. Acta ad archaeologiam et artium historiam pertinentia, 0065-0900; 3. Roma
- Romanelli, Pietro; Nordhagen, Per Jonas (1964) (på italienska). S. Maria Antiqua. Roma: Libreria dello Stato